# Reação ácido–base
Uma reação ácido-base é uma reação química que ocorre entre um ácido e uma base. Diversos conceitos existem os quais provêem definições alternativas para os mecanismos de reação envolvidos e suas aplicações em resolver problemas relacionados.
Apesar de diversas similaridades nas definições, sua importância torna-se aparente como métodos de análise diferentes quando aplicadas às reações da ácido-base para espécies gasosas ou líquidas, ou quando o caráter do ácido ou da base puder ser um tanto mais ou menos aparente. Historicamente, o primeiro destes conceitos científicos dos ácidos e as bases foram fornecidos pelo químico francês Antoine Lavoisier, em torno de 1776.

## Teorias ácido-base comuns

### Definição de Lavoisier
Devido ao conhecimento sobre ácidos fortes de Lavoisier era restrito principalmente aos oxiácidos, os quais tendem a conter átomos centrais em altos estados de oxidação cercados por oxigênio, tal como o HNO3 e H2SO4, e dado que ele não dispunha da composição verdadeira dos ácidos hidroalogênicos, HCl, HBr, e HI, definiu ácidos em termos de seus conteúdos de oxigênio, o qual de fato recebeu seu nome das palavras gregas significando "formador de ácido" (do grego οξυς (oxys) significando "ácido" ou "afiado" e γεινομαι (geinomai) ou "gerar/formar"). A definição de Lavoisier foi mantida como absoluta verdade por mais de 30 anos, até o artigo de 1810 e subsequente abordagens por Sir Humphry Davy nas quais ele provou a ausência de oxigênio em H2S, H2Te, e nos ácidos hidroalogênicos. No entanto, Davy falhou em desenvolver uma nova teoria, concluindo que "a acidez não depende de nenhuma substância elementar particular, mas de peculiar arranjo de várias substâncias". Uma notável modificação da teoria do oxigênio foi fornecido por Berzelius, que afirmou que os ácidos são os óxidos de não-metais, enquanto as bases são óxidos de metais.

### Definição de Liebig
Esta definição foi proposta por Justus von Liebig em torno de 1838, baseado em seus extensos trabalhos sobre a composição química de ácidos orgânicos. Esta finalizou a doutrina estabelecida sobre ácidos baseados em oxigênio a ácidos baseados em hidrogênio, iniciada por Davy. De acordo com Liebig, um ácido é uma substância contendo hidrogênio na qual este pode ser substituído por um metal qualquer. A definição de Liebig, completamente empírica, permaneceu em uso por quase 50 anos até a adoção da definição de Arrhenius.

### Definição de Arrhenius

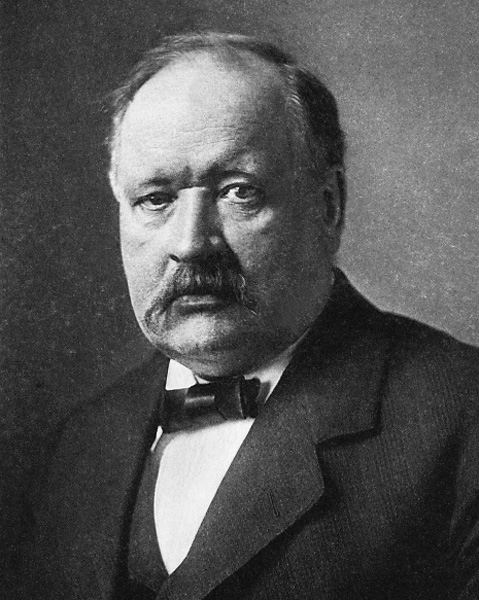
Svante Arrhenius.

A definição de Arrhenius das reações ácido-base é um conceito ácido-base mais simplificado desenvolvido pelo químico sueco Svante Arrhenius, que foi utilizado para proporcionar uma definição mais moderna das bases que seguiram-se a seu trabalho com Friedrich Wilhelm Ostwald no que estabeleceram a presença de íons em solução aquosa em 1884, e que levou a Arrhenius a receber o Prêmio Nobel de Química em 1903 como "reconhecimento por seus extraordinários serviços... prestados ao avanço da química por sua teoria da dissociação eletrolítica".
Tal como se definiu no momento do descobrimento, as reações ácido-base se caracterizam pelos ácidos de Arrhenius, que se dissociam em solução aquosa formando íons hidrogênio (H+), reconhecidos posteriormente como íon hidrônio (H3O+), e as bases de Arrhenius que formam ânions hidróxido (OH−). Mais recentemente, as recomendações da IUPAC sugerem agora o novo termo "hidrônio", no lugar do também aceitado e mais antigo de "hidrônio" para ilustrar os mecanismos de reação, tais como os definidos nas definições de Bronsted-Lowry e sistemas solventes, mais claramente que com a definição de Arrhenius que atua como um simples esquema geral do caráter ácido-base. A definição de Arrhenius pode ser resumida como "os ácidos de Arrhenius formam íons hidrogênio em solução aquosa, enquanto que as bases de Arrhenius formam íons hidróxido".
A tradicional definição aquosa de ácido-base do conceito de Arrhenius se descreve como a formação de água a partir de íons hidrogêno e hidróxido, assim como a formação de íons hidrogênio e hidróxido procedentes da dissociação de um ácido e uma base em solução aquosa:
H+ (aq) + OH− (aq) {\displaystyle \rightleftharpoons } H2O
(Na atualidade, o uso de H+ é considerado como uma abreviatura de H3O+, já que atualmente se conhece que o próton isolado H+ não existe como espécie livre em solução aquosa.)
Isto conduz à definição de que, nas reações ácido-base de Arrhenius, se forma um sal e água a partir da reação entre um ácido e uma base. Em outras palavras, é uma reação de neutralização.
ácido+ + base− → sal + água
Os íons positivos procedentes de uma base forma um sal com os íons negativos procedentes de um ácido. Por exemplo, dois moles da base hidróxido de sódio (NaOH) podem combinar-se com um mol de ácido sulfúrico (H2SO4) para formar dois moles de água e um mol de sulfato de sódio.
2 NaOH + H2SO4 → 2 H2O + Na2SO4

### Definição de Bronsted-Lowry
A definição de Brönsted-Lowry, formulada independentemente por seus dois autores, Johannes Nicolaus Brønsted e Martin Lowry em 1923, se baseia na ideia da protonação das bases através da desprotonação dos ácidos, ou seja, a capacidade dos ácidos de "doar" íons hidrogênio (H+) às bases, que por sua vez, os "aceitam". Diferentemente da definição de Arrhenius, a definição de Brönsted-Lowrey não se refere à formação de sal e água, senão à formação de ácidos conjugados e bases conjugadas, produzidas pela transferência de um próton do ácido à base.
Nesta definição, um "ácido é um composto que pode doar um próton, e uma base é um composto que pode receber um próton". Em consequência, uma reação ácido-base é a eliminação de um íon hidrogênio do ácido e sua adição à base. Isto não se refere à eliminação de um próton do núcleo de um átomo, o que requereria níveis de energia não alcançáveis através da simples dissociação dos ácidos, senão a eliminação de um íon hidrogênio (H+).
A eliminação de um próton (íon hidrogênio) de um ácido produz sua base conjugada, que é o ácido com um íon hidrogênio eliminado, e a recepção de um próton por uma base produz seu ácido conjugado, que é a base com um íon hidrogênio adicionado.
Por exemplo, a eliminação de H+ do ácido clorídrico (HCl) produz ânion cloreto (Cl−), base conjugada do ácido:
HCl → H+ + Cl−
A adição de H+ ao ânion hidróxido (OH−), uma base, produz água (H2O), seu ácido conjugado:
H+ + OH− → H2O
Assim, a definição de Brönsted-Lowry abarca a definição de Arrhenius, mas também estende o conceito de reações ácido-base a sistemas nos quais não há água envolvida, tais como a protonação da amônia, uma base, para formar o cátion amônio, seu ácido conjugado:
H+ + NH3 → NH4+
Esta reação pode ocorrer em ausência de água, como na reação da amônia com o ácido acético:
CH3COOH + NH3 → NH4+ + CH3COO−
Esta definição também proporciona um marco teórico para explicar a dissociação espontânea da água em baixas concentrações de íons hidrônio e hidróxido:
2 H2O {\displaystyle \rightleftharpoons } H3O+ + OH−
A água, ao ser um anfótero, pode atuar como um ácido e como uma base; aqui, uma molécula de água atua como um ácido, doando um íon H+ e formando a base conjugada, OH−, e uma segunda molécula de água atua como uma base, aceitando o íon H+ e formando o ácido conjugado, H3O+.
Então, a fórmula geral para as reações ácido-base, de acordo com a definição de Brönsted-Lowry, é:
AH + B → BH+ + A−
onde AH representa o ácido, B representa a base, e BH+ representa o ácido conjugado de B, e A− representa a base conjugada de AH.

### Definição de Lewis

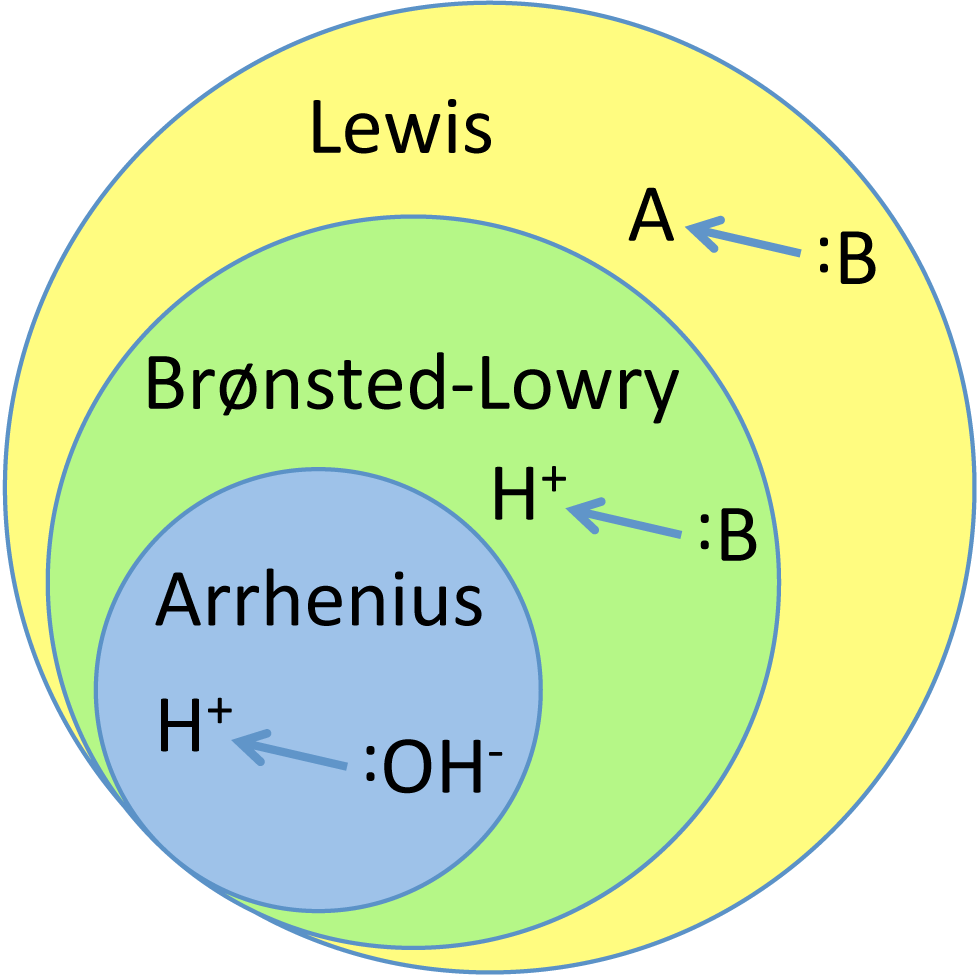
Diagrama de Venn das principais teorias ácido-base

Informação extra em Ácido de Lewis e Base de Lewis
A definição de Lewis das reações ácido-base, proposta por Gilbert N. Lewis em 1923 é, em suma, uma generalização que compreende a definição de Brönsted-Lowry e as definições de sistema solvente. Em lugar de definir as reações ácido-base em termos de prótons ou de outras substâncias relacionadas, a proposta de Lewis define uma base (conhecida como base de Lewis) ao composto que pode doar um par eletrônico, e um ácido (um ácido de Lewis) como um composto que pode receber este par eletrônico. Esta definição abrange todas as outras definições, abrange tanto que todas as reações químicas podem ser resumidas, praticamente, em reação de ácido-base e reação de redox.
Por exemplo, se consideramos a clássica reação aquosa ácido-base:
HCl (aq) + NaOH (aq) → H2O (l) + NaCl (aq)
A definição de Lewis não considera esta reação como a formação de um sal e água ou a transferência de H+ do HCl ao OH−. Em seu lugar, considera como ácido ao próprio íon H+, e como base ao íon OH−, que tem um par eletrônico não compartilhado. Em consequência, aqui a reação ácido-base, de acordo com a definição de Lewis, é a doação do par eletrônico do íon OH− ao íon H+. Isto forma uma ligação covalente entre H+ e OH−, que produz água (H2O).
Ao tratar as reações ácido-base em termos de pares de elétrons em vez de substâncias específicas, a definição de Lewis pode ser aplicada a reações que não se situam dentro de nenhuma das outras definições de reações ácido-base. Por exemplo, um cátion prata se comporta como um ácido com respeito a amônia, que se comporta como uma base, na seguinte reação:
Ag+ + 2 :NH3 → [H3N:Ag:NH3]+
O resultado desta reação é a formação de um aduto de amônia-prata.
Em reações entre ácidos de Lewis e bases de Lewis, ocorre a formação de um aduto quando o orbital molecular ocupado mais alto (HOMO) de uma molécula, tal como o NH3, com pares de elétrons solitários disponíveis doa pares de elétrons livres ao orbital molecular mais baixo não ocupado (LUMO) de uma molécula deficiente em elétrons, através de uma ligação covalente coordenada; em tal reação, a molécula interatuante HOMO atua como uma base, e a molécula interatuante LUMO atua como um ácido.

### Definição pelo sistema solvente
Esta definição se baseia em uma generalização da definição anterior de Arrhenius a todos os solventes autodissociáveis.
Em todos estes solventes, há uma certa concentração de espécies positivas, cátions solvônio, e espécies negativas, ânions solvato, em equilíbrio com as moléculas neutras do solvente. Por exemplo, a água e a amônia se dissociam em íons oxônio e hidróxido, e amônio e amida, respectivamente:
2 H2O {\displaystyle \rightleftharpoons } H3O+ + OH−
2 NH3 {\displaystyle \rightleftharpoons } NH4+ + NH2−
Alguns sistemas apróticos também sofrem estas dissociações, tais como o tetróxido de dinitrogênio (N2O4) em nitrosônio e nitrato, e o tricloreto de antimônio, em dicloroantimônio e tetracloroantimoniato, e fosgênio em clorocarboxônio e cloreto.:
N2O4 {\displaystyle \rightleftharpoons } NO+ + NO3−
2 SbCl3 {\displaystyle \rightleftharpoons } SbCl2+ + SbCl4−
COCl2 {\displaystyle \rightleftharpoons } COCl+ + Cl-
Um soluto que ocasiona um aumento na concentração dos cátions solvônio e uma diminuição nos ânions solvato é um ácido, e um que faz o inverso é uma base. Em consequência, em amônia líquida, o KNH2 (que fornecem o íon NH2-) é uma base forte, e o NH4NO3 (que fornecem o íon NH4+) é um ácido forte. Em dióxido de enxofre líquido, os compostos de tionilo (que fornecem o íon SO2+) se comportam como ácidos, e os de sulfitos (que fornecem o íon SO32−) se comportam como bases.
As reações ácido-base não aquosas em amônia líquida são similares as reações em água:
2 NaNH2 (base) + Zn(NH2)2 (amida anfifílica) → Na2[Zn(NH2)4]
2 NH4I (ácido) + Zn(NH2)2 (amida anfifílica) → [Zn(NH3)4)]I2
O ácido nítrico pode ser uma base em ácido sulfúrico:
HNO3 (base) + 2 H2SO4 → NO2+ +  H3O+ + 2 HSO4−
A única força desta definição mostra-se em descrever as reações em solventes apróticos, para o exemplo em N2O4 líquido:
AgNO3 (base) + NOCl (ácido) → N2O4 + AgCl
Dado que a definição de sistema solvente depende tanto do solvente, como do composto mesmo, um mesmo composto pode mudar seu comportamento dependendo na escolha do solvente. Assim, o HClO4 é um ácido forte em água, um ácido fraco em ácido acético, e uma base fraca em ácido fluorossulfúrico. Isto foi visto tanto como uma força como uma fraqueza, uma vez que algumas substâncias, como SO3 e NH3 comportam-se como sendo ácidas ou básicas, a seu próprio modo. Por outro lado, a teoria do sistema solvente foi criticada por ser demasiado geral para ser útil, considerou-se que havia algo intrinsecamente ácido em compostos de hidrogênio, não compartilhada por sais de solvônio não hidrogênicos.

## Outras teorias ácido-base

### Definição de Usanovich
A definição mais geral é a do químico russo Mikhail Usanovich, e pode ser resumida como que um ácido é qualquer espécie química que aceita espécies negativas ou doa espécies positivas, e uma base o inverso. Isto tende ser derrubado como coerente com o conceito de reação redox (oxidação-redução), motivo pelo qual não goza de apoio pelos químicos. Isto se deve a que as reações redox se focam melhor como processos físicos de transferência eletrônica, em lugar de processos de formação e ruptura de ligações, ainda que a distinção entre estes dois processos é difusa.

### Definição de Lux-Flood
Esta definição, proposta pelo químico alemão Hermann Lux em 1939, melhorada posteriormente por Hakon Flood em torno de 1947 e hoje usada comumente em geoquímica e eletroquímica modernas de sais fundidos, descreve um ácido como um receptor de íons óxido, e uma base como um doador de íons óxido. Por exemplo:
MgO (base) + CO2 (ácido) → MgCO3
CaO (base) + SiO2 (ácido) → CaSiO3
NO3- (base) + S2O72- (ácido) → NO2+ + 2 SO42-

### Definição de Pearson
Em 1963 Ralph Pearson propôs um conceito avançado qualitativo conhecido como teoria ácido-base duro-macio (ou macio) desenvolvida de forma quantitativa com Robert Parr em 1984. 'Duro' se aplica a espécies que são pequenas, têm altos estados de oxidação, e são pouco polarizadas. 'Mole' se aplica a espécies que são grandes, têm estados de oxidação baixos, e são fortemente polarizadas. Ácidos e bases interatuam, e as interações mais estáveis são duro-duro e mole-mole. Esta teoria tem encontrado utilização na química orgânica e inorgânica.